# Lauterach (Ausztria)
Lauterach mezőváros Ausztria legnyugatibb tartományának, Vorarlbergnek a Bregenzi járásában található. Területe 11,92 km², lakosainak száma 9 619 fő, népsűrűsége pedig 810 fő/km² (2014. január 1-jén). A település 412 méteres tengerszint feletti magasságban helyezkedik el.

## Fordítás
- Ez a szócikk részben vagy egészben  a   Lauterach című angol Wikipédia-szócikk ezen változatának fordításán alapul.  Az eredeti cikk szerkesztőit annak laptörténete sorolja fel. Ez a jelzés csupán a megfogalmazás eredetét és a szerzői jogokat jelzi, nem szolgál a cikkben szereplő információk forrásmegjelöléseként.